# Monterey Park (Nowy Meksyk)
Monterey Park – jednostka osadnicza w Stanach Zjednoczonych, w stanie Nowy Meksyk, w hrabstwie Valencia.